# Decisive Battles
Batalhas Decisivas (Decisive Battles) é um programa do canal The History Channel que tenta reproduzir batalhas da antiguidade. São treze episódios no total. 
O programa usa os mecanismos do jogo de computador Rome: Total War, utilizando o simulador do modo RTS deste, para fazer uma versão tridimensional das batalhas sem precisar recorrer a atores. O programa é apresentado por Matthew Settle, que viajava aos locais das batalhas para apresentar o programa.
Não há expectativas de que o The History Channel fará novos episódios. 

## Batalhas
- Cannae (vitória de Aníbal na batalha de Canas)
- Gaugamela (vitória de Alexandre, o Grande sobre Dario III da Pérsia na batalha de Gaugamela)
- Marathon (Batalha de Maratona)
- Thermopylae (Batalha de Termópilas)
- Espártaco (batalhas selecionadas da Terceira Guerra Servil)
- Átila, o Huno (Batalha dos Campos Cataláunicos)
- Crassus: Rich Man, Poor Man (Batalha de Carrhae)
- The Gothic Invasion of Rome (Batalha de Adrianópolis e o Saque de Roma)
- Hail Caesar! (Batalha de Farsalos)
- Birth of the Roman Empire (Batalha de Cinoscéfalos)
- Boadiceia: Warrior Queen (Batalha de Watling Street)
- Ramessés II (Batalha de Kadesh)
- Herman o germano (Batalha da Floresta de Teutoburgo)